# Affetto

Affetto tra due bambini in una cartolina a diffusione popolare.

L'affetto  (dal latino adfectus, da adficere, cioè ad e facere, che significa "fare qualcosa per") è un sentimento di attaccamento a qualcuno o qualcosa. Può infatti essere esteso a creature animali o vegetali e persino a particolari oggetti, questi ultimi soprattutto se ricollegati ad una persona cara o a dei ricordi.

## Utilizzo popolare
Nell'uso popolare sta ad indicare un sentimento o un tipo di relazione interpersonale che ha un valore maggiore della simpatia o dell'amicizia. Per gli studiosi di etica, il termine viene usato generalmente per indicare un sentimento allo stesso tempo duraturo e intenso; alcuni lo mettono in contrasto con la passione in quanto scevro da elementi sensuali.
Nello specifico la parola viene considerata in relazione ai rapporti emozionali tra persone. Nell'antichità veniva indicata dalla parola greca pathos, e nel suo significato filosofico compare negli scritti del filosofo francese Cartesio, di quello olandese Benedetto Spinoza e in molti altri scritti di studiosi di etica.

## Psicologia
In psicologia, i termini affezione ed affettivo rivestono una grande importanza. Al pari di tutti i fenomeni intellettivi, sono stati ridotti dagli sperimentalisti a delle sensazioni, così che tutte le emozioni sono considerate come semplici affezioni mentali, elemento di cui in ultima sostanza ogni manifestazione emotiva è composta.
La natura di tale elemento è un problema che non è stato risolto in via definitiva da molti esperti di psicologia. Il metodo è necessariamente sperimentale, dal momento che qualsiasi verifica su sentimenti e sensazioni è per natura difficile.
Le soluzioni proposte in merito sono due:
- nella prima, tutti i fenomeni affettivi sono suddivisi in piacevoli e spiacevoli. L'obiezione principale a tale divisione è che non fornisce una spiegazione all'infinita varietà di fenomeni e che ignora di fatto la distinzione che molti filosofi ammettono tra piaceri nobili e piaceri inferiori.
- la seconda soluzione è quella che vuole ciascuna sensazione caratterizzata da una sua specifica qualità affettiva. Per ragioni di povertà linguistica, molte di queste gradazioni non posseggono tuttavia un nome, e comunque una simile classificazione sembra riportare indietro alla teoria degli affetti d'impianto settecentesco, ossia a prima della nascita della psicoanalisi.

Wilhelm Wundt, in Lineamenti di psicologia (1896), sostiene che possiamo raggruppare in tre categorie affettive principali, ciascuna con il suo negativo, tutte le infinite varietà: 
- (a) piacere o piuttosto piacevolezza e dispiacere;
- (b) tensione e rilassamento;
- (c) eccitazione e depressione.